# Маска (фільм, 1938)
«Маска» (рос. «Маска») — білоруський радянський художній фільм 1938 року режисера Сергія Сплошнова.

## Сюжет
На маскараді в провінційному місті невідомий у масці знущається над людьми. Обурені відпочиваючі зривають маску і дізнаються в насмішників свого благодійника-мільйонера.

## У ролях
- Степан Каюков
- Віталій Поліцеймако
- Володимир Таскин
- Костянтин Адашевський
- Петро Гофман
- Іван Назаров
- Микола Литвинов
- Олександр Бениаминов

## Творча група
- Сценарій: Сергій Сплошнов
- Режисер: Сергій Сплошнов
- Оператор: Давид Шлюглейт
- Композитор: Валерій Желобінскій